# خافيير جوزيه مندوزا
خافيير جوزيه مندوزا (بالإنجليزية: Javier Jose Mendoza)‏ هو موزع أمريكي، ولد في 1978.